# Koko (Korhogo)
Pour les articles homonymes, voir Koko.
Koko est une localité du Nord de la Côte d'Ivoire, et appartenant au département de Korhogo, Région des Savanes. La localité de Koko est un chef-lieu de commune.